# Косматогрудый усач
Уса́ч косматогру́дый, или усач-дубильщик (лат. Tragosoma depsarium) — вид жуков-усачей из подсемейства Prioninae. Личинки развиваются около трёх лет в поваленных стволах хвойных деревьев (сосен и елей), питаясь разлагающейся древесиной. Взрослые насекомые длиной 16—35 мм встречаются с июня по август. Включён в Красные книги Московской, Тверской и Ярославской областей России.

## Распространение
Вид распространён в Голарктике. В Европе южная граница ареала проходит от Пиреней на западе и до Олимпа на востоке. В Центральной Европе косматогрудый усач входит в число наиболее редких видов своего семейства.